# Montbliart
Montbliart (en wallon Monbiau) est une section de la commune belge de Sivry-Rance, située en Région wallonne dans la province de Hainaut.
C'était une commune à part entière avant la fusion des communes de 1977.

## Étymologie
Le début du nom, « mont », évoque une situation élevée. « Bliart » vient probablement du nom d'un tenancier exerçant les fonctions de forestier chargé de garder le gibier du seigneur. La 1re mention du village apparaît en 1196 sous la forme « Mons Beligard ».

## Géographie
Elle est bornée au Nord par la commune de Sivry, à l’Est par celle de Rance, au Sud par le territoire de Chimay et à l’Ouest par celui d’Eppe-Sauvage (France). 
L'altitude est de 251 m au seuil de l'église.

### Hydrographie
La section est drainée par le Ry de Fromont et l'Eau d'Eppe.

## Évolution démographique
- Sources : INS, Rem. : 1831 jusqu'en 1970 = recensements, 1976 = nombre d'habitants au 31 décembre.

## Histoire

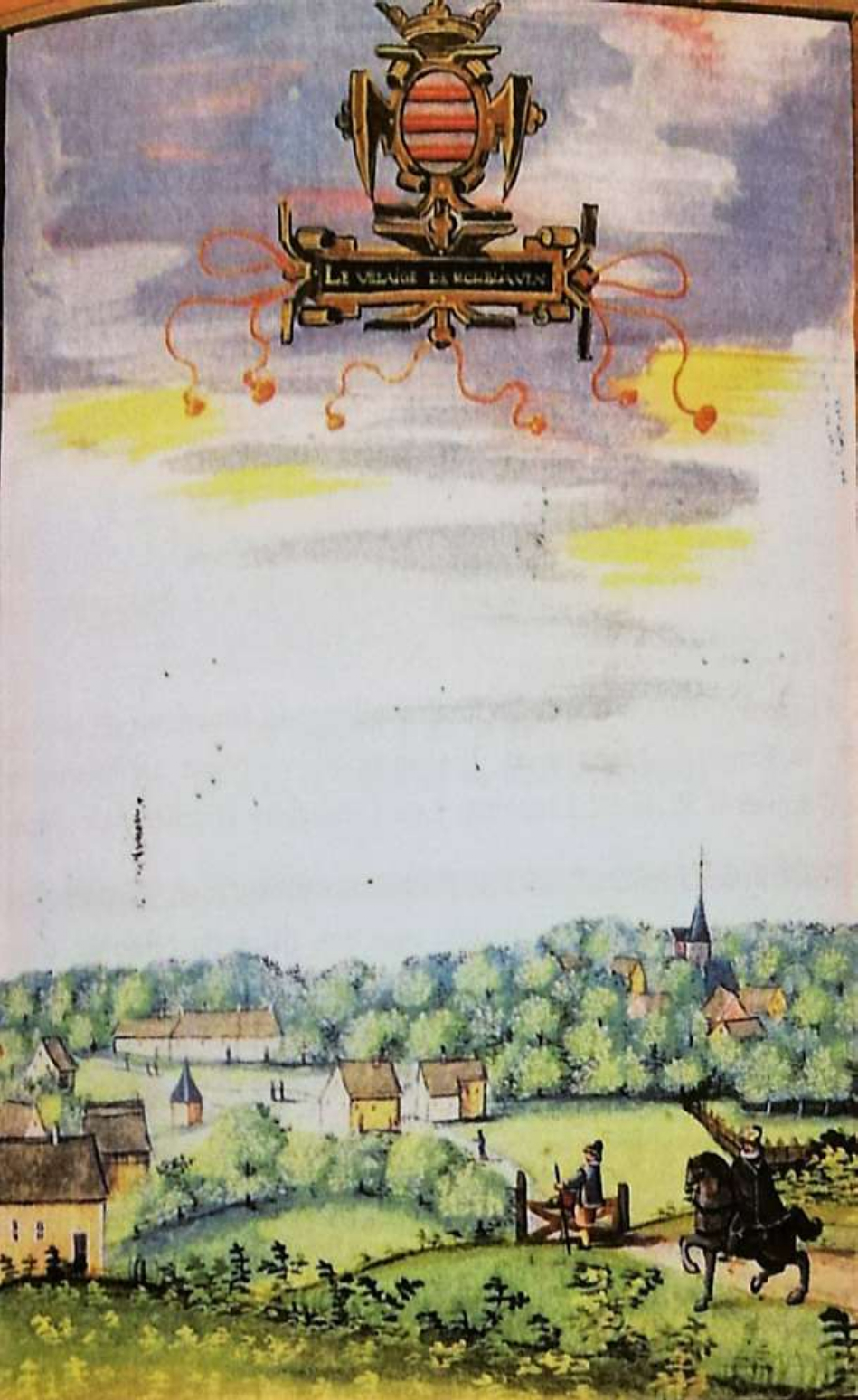
Vue de Montbliart au début du XVIIe siècle.

Les premiers écrits citant le toponyme Montbliart figurent dans la Chronique de Gislebert (1185).
Au Moyen Âge, Montbliart relève de deux seigneuries : le sud du village dépend de Chimay et le nord dépend de Beaumont.
La communauté agricole de Montbliart dispose, en 1185, d'une église desservie par les moines de l'abbaye de Liessies. En 1574, desservie par un vicaire de Sivry, elle est érigée en paroisse distincte à la collation du chapitre de Maubeuge. Au XVIe siècle, le village possédait une école. En 1406, le village compte 11 feux (ou maisons), en 1531, 10 feux et 4 maisons vides. En 1553, 42 feux (14 aisés et 28 pauvres). En 1608, le village compte 39 maisons et 120 communiants dont 25 hommes “portant armes”. On peut estimer la population à 175 habitants
Au XIXe siècle, on y voyait les restes d'une forge.
En 1903, on comptait 37 cabarets dans la commune.
Le 24 novembre 1916, plusieurs jeunes hommes furent déportés en Allemagne, l’un d’eux, Maurice Lemaire y est mort en avril 1917 à l’âge de 24 ans. La veille de l’armistice, deux aviateurs anglais sont abattus au-dessus du village, leurs tombes existent toujours dans le cimetière local.
Le 14 novembre 1998, à 4 h 30 du matin, un Boeing 707 nigérian perd un de ses réacteurs qui tombe dans un bois privé sans faire de victimes.

## Liste des bourgmestres de 1830 à 1977
- 1963 : Edmond Michaux.

## Culture et patrimoine

### Patrimoine architectural
Le patrimoine civil comprend le château-ferme du XVIIe siècle et, dans le cimetière, deux tombes d’aviateurs britanniques, de 20 et 25 ans, abattus le 10 novembre 1918, à la veille de l’armistice.
Le patrimoine religieux inclut l'église Notre-Dame, datant du XVIIe siècle, et une chapelle édifiée en 1681 en pierre bleue locale. Cette dernière a été restaurée en 1992 par les élèves de l'Institut technique de Rance. Sa niche est en marbre de Rance. La tour de l’église porte le nom de ses bâtisseurs : « 1616 François Le(n)oir » et Jean Gossart ainsi que les armoiries des Croÿ avec la date 1617. Des pierres tombales sont visibles dans l'église.
Diverses inscriptions anciennes figurent également sur certaines constructions. Ainsi, une maison fortifiée comporte l'inscription « 1616 Hardy », qui aurait été maître de forge. Sur une plaque, inaugurée le 21 août 1966, au pont du Ri de Fromont, à la Fagnette : Paul de Sorbait / Né à Montbliart / Professeur à l’université de Vienne / 1624-1691. À la cure figure le chronogramme de 1752 : « paX Vera sUaVIsqUe hUIC DoMUI et habItantIbUs In ILLa » soit « la paix véritable et douce à cette demeure et à ses habitants ».

### Culture

#### Art
Montbliart a accueilli l'Académie de Montbliart dans une modeste masure restaurée au XXe siècle sur laquelle fut apposée en 1998 une plaque en marbre de Rance portant la mention « Ici vécut l'Académie de Montbliart ». Louée au début des années 1950 par l'écrivain André Balthazar et le peintre sculpteur Pol Bury, adeptes du surréalisme, elle est transformée en maison de campagne pompeusement appelée « Académie » et leur sert, de 1953 à 1956, de lieu de réunion. Ils y publient la revue « Le Daily Bul »,.

#### Événement
Montbliart comporte une fanfare. Celle-ci est l'objet d'une chanson en wallon  écrite au début du XXe siècle  et titrée « èl fanfare dè Montbiau »

« Qui c'èst dans la Belgique 

Qui n'coneut né Montbiau 

Par rappourt à s'musique 

Et au chwè d’sès morchaus ?

Is vos touch’té trompète

É clarinète  

À fait r'boner les viaus

Dins les staulées d'Montbiau. »

## Économie

### Promenades vertes
Il existe plusieurs promenades :
- la promenade de la vallée de l'Eau d'Eppe qui forme une boucle de 7 kilomètres parcourus en 2-3 heures, au départ de l'église Notre-Dame et passant par le château-ferme et le pont De Sorbait[4].
- la promenade du Ry de Fromont qui forme une boucle de 3 kilomètres parcourus en 1 heure, au départ de l'église Notre-Dame et passant par l'ancienne Maison communale et la chapelle[5].

## Personnes liées à la commune
- Paul de Sorbait (1624-1691)[6],[4].